# Melanocharis crassirostris
Melanocharis crassirostris là một loài chim trong họ Melanocharitidae.